# Boston Patriots 1963
La stagione 1963 dei Boston Patriots è stata la quarta della franchigia nell'American Football League e la terza con Mike Holovak come capo-allenatore.. La squadra concluse con un bilancio di sette vittorie, sei sconfitte e un pareggio, al primo posto a pari merito coi Buffalo Bills nella AFL Eastern division. Si richiese perciò la prima gara di spareggio della storia della AFL, che i Patriots vinsero per 267-7 in un campo innevato con due passaggi da touchdown del quarterback Babe Parilli e tre field goal di Gino Cappelletti. In finale, la squadra fu sconfitta dai San Diego Chargers per 51-10.

## Calendario

### Stagione regolare
| Turno | Data  | Avversario                                                         | Risultato                                                          | Stadio                                                             | Record                                                             | Pubblico                                                           |
| ----- | ----- | ------------------------------------------------------------------ | ------------------------------------------------------------------ | ------------------------------------------------------------------ | ------------------------------------------------------------------ | ------------------------------------------------------------------ |
| 1     | 8/9   | New York Jets                                                      | V: 38–14                                                           | Fenway Park                                                        | 1–0–0                                                              | 24,120                                                             |
| 2     | 14/9  | at San Diego Chargers                                              | S: 17–13                                                           | Balboa Stadium                                                     | 1–1–0                                                              | 26,097                                                             |
| 3     | 22/9  | at Oakland Raiders                                                 | V: 20–14                                                           | Frank Youell Field                                                 | 2–1–0                                                              | 17,131                                                             |
| 4     | 29/9  | at Denver Broncos                                                  | S: 14–10                                                           | Bears Stadium                                                      | 2–2–0                                                              | 18,636                                                             |
| 5     | 5/10  | at New York Jets                                                   | S: 31–24                                                           | Polo Grounds                                                       | 2–3–0                                                              | 16,769                                                             |
| 6     | 11/10 | Oakland Raiders                                                    | V: 20–14                                                           | Fenway Park                                                        | 3–3–0                                                              | 26,494                                                             |
| 7     | 18/10 | Denver Broncos                                                     | V: 40–21                                                           | Fenway Park                                                        | 4–3–0                                                              | 25,418                                                             |
| 8     | 26/10 | at Buffalo Bills                                                   | S: 28–21                                                           | War Memorial Stadium                                               | 4–4–0                                                              | 29,243                                                             |
| 9     | 1/11  | Houston Oilers                                                     | V: 45–3                                                            | Fenway Park                                                        | 5–4–0                                                              | 31,185                                                             |
| 10    | 10/11 | San Diego Chargers                                                 | S: 7–6                                                             | Fenway Park                                                        | 5–5–0                                                              | 28,402                                                             |
| 11    | 17/11 | Kansas City Chiefs                                                 | P: 24–24                                                           | Fenway Park                                                        | 5–5–1                                                              | 17,200                                                             |
|       | 24/11 | Gare spostate al 1º e 22 dicembre per l'assassinio di John Kennedy | Gare spostate al 1º e 22 dicembre per l'assassinio di John Kennedy | Gare spostate al 1º e 22 dicembre per l'assassinio di John Kennedy | Gare spostate al 1º e 22 dicembre per l'assassinio di John Kennedy | Gare spostate al 1º e 22 dicembre per l'assassinio di John Kennedy |
| 12    | 1/12  | Buffalo Bills                                                      | V: 17–7                                                            | Fenway Park                                                        | 6–5–1                                                              | 16,981                                                             |
| 13    | 7/12  | at Houston Oilers                                                  | V: 46–28                                                           | Jeppesen Stadium                                                   | 7–5–1                                                              | 23,462                                                             |
| 14    | 14/12 | at Kansas City Chiefs                                              | S: 35–3                                                            | Municipal Stadium                                                  | 7–6–1                                                              | 12,598                                                             |
| 15    | 22/12 | Settimana di pausa                                                 | Settimana di pausa                                                 | Settimana di pausa                                                 | Settimana di pausa                                                 | Settimana di pausa                                                 |

### Playoff
| Week       | Date  | Opponent              | Result  | Venue                | Attendance |
| ---------- | ----- | --------------------- | ------- | -------------------- | ---------- |
| Divisional | 28/12 | at Buffalo Bills      | V 26–8  | War Memorial Stadium | 33,044     |
| Finale     | 5/1   | at San Diego Chargers | S 51–10 | Balboa Stadium       | 30,127     |

## Classifiche
| AFL Eastern Division | AFL Eastern Division | AFL Eastern Division | AFL Eastern Division | AFL Eastern Division | AFL Eastern Division | AFL Eastern Division | AFL Eastern Division | AFL Eastern Division | AFL Eastern Division |
|                      | V                    | S                    | P                    | %                    | DIV                  | PF                   | PS                   | Str.                 |                      |
| -------------------- | -------------------- | -------------------- | -------------------- | -------------------- | -------------------- | -------------------- | -------------------- | -------------------- | -------------------- |
| Boston Patriots      | 7                    | 6                    | 1                    | .538                 | 4–2                  | 327                  | 257                  | L1                   |                      |
| Buffalo Bills        | 7                    | 6                    | 1                    | .538                 | 3–3                  | 304                  | 291                  | W2                   |                      |
| Houston Oilers       | 6                    | 8                    | 0                    | .429                 | 3–3                  | 302                  | 372                  | L4                   |                      |
| New York Jets        | 5                    | 8                    | 1                    | .385                 | 2–4                  | 249                  | 399                  | L3                   |                      |

Nota: Le partite pareggiate non vennero conteggiate a fini delle classifiche fino al 1972.